# Arsenal helenístico de Atenas

Plano del Ágora romana de Atenas en época imperial romana. El Arsenal helenístico es el número 26.

El Arsenal helenístico, situado en el Colono Agoraios de Atenas al oeste del Ágora y al norte del Hefestión , fue
una de las mayores estructuras de Atenas durante el periodo helenístico.

## Descripción
El arsenal era un edificio largo y rectangular, con orientación noroeste-sureste, situado al norte del Hefestión, en el Colono Agoraios, que era  la colina al oeste del Ágora ateniense dentro de las murallas. La entrada se encontraba en el extremo noroeste.

El edificio estaba alineado con un camino pavimentado que discurría desde el Pnyx hasta la ladera norte del Kolonos Agoraios, donde estaba unido a la Vía sagrada por una escalera. El arsenal no era accesible desde el Ágora.
El arsenal medía 44,40 metros de largo y 17,62 metros de ancho. Sus muros tenían un grosor de 0,98 metros. En el interior, la estructura estaba dividida en tres naves por dos filas de ocho columnas con bases de 1,70 x 1,70 metros. Cada columna está a 4,82 metros de la siguiente. La nave central tiene 5,10 metros de ancho; las laterales, 4,60 metros. Estas columnas estaban alineadas con ocho pilares o columnas adosadas en el interior de cada uno de los muros largos. Un muro situado 0,5 metros al sur del arsenal corre paralelo a su muro sur y lo separa del recinto del Hefestión, probablemente para evitar que el agua fluyera desde el recinto hasta el arsenal. Este muro linda con la esquina noreste del muro clásico del recinto del Hefestión, a unos 15 metros del extremo oriental del arsenal.
Las zanjas excavadas en el lecho rocoso para los cimientos de los largos muros se conservan en grandes tramos. Los bloques de los cimientos permanecen in situ en las esquinas norte y sur. El resto de la mampostería, incluida toda la superestructura, ha sido espoliada. Los bloques de cimentación que se conservan son de conglomerado duro, rojizo y de gran calidad. Las murallas probablemente consistían en una hilera de  ortostatos de poros y luego ladrillos de barro por encima. Si había ventanas, eran pequeñas y altas. Las columnas y pilastras sostenían las vigas de madera de un tejado a dos aguas.
Había dos cisternas vinculadas al arsenal. La "cisterna egipcia", llamada así por la loza egipcia encontrada en su interior, estaba situada en la esquina suroeste del arsenal. La otra cisterna, denominada "cisterna del Grupo C", se encontraba en el centro de su lado norte. Ambas cisternas consistían en dos cámaras —una situada en el interior del edificio y la otra en el exterior— unidas entre sí por un pasadizo serpenteante. El agua de lluvia habría fluido hacia ellas al lavar el tejado del arsenal.

## Historia

### Construcción

Plano del Ágora romana de Atenas en época imperial romana. El Arsenal helenístico es el número 26.

La fecha de construcción viene indicada por una tercera cisterna, llamado "la Cueva", que había servido a una casa de la zona, pero que se cerró cuando se construyó el arsenal. La cerámica y las monedas encontradas en la cisterna sugieren que este cierre se produjo en la década de 260 a. C.. Los depósitos de cerámica en los cimientos apuntan a un periodo similar. Por lo tanto, Pounder sitúa la construcción en los años 270-260 a. C., un periodo de tensión entre Atenas y Macedonia Antigónida, que culminó en la Guerra de Cremónides.

### Función
El edificio se ha identificado como un arsenal porque se parece al Arsenal naval de mediados del siglo IV a. C. en el Pireo. Las estrechas similitudes en las medidas sugieren que el Arsenal helenístico fue directamente ejemplificado en el Arsenal naval. El emplazamiento junto al Hefestión, el armero de los dioses, también podría haber sido apropiado para un arsenal. La ubicación también era apropiada porque en los alrededores se trabajaba el metal. El Hiparqueion, cuartel general de la caballería ateniense, también parece haber estado situado en la zona. La ubicación también habría sido conveniente para abastecer a las tropas atenienses, cuando se reunían en el Ágora. El agua de las cisternas podría haberse utilizado para limpiar las armas y armaduras almacenadas en el arsenal. Antes de la construcción del Arsenal helenístico, algunas armas y armaduras se guardaban en la Acrópolis, en la Calcoteca, pero la mayoría debían de estar almacenadas en algún lugar de la ciudad baja. No está claro dónde.
Pounder sugiere que el arsenal sirvió como cuartel general para el tesorero del fondo militar (en griego antiguo: αμίας τῶν στρατιωτικῶν, romanizado: tamias ton stratiotikon), porque este oficial reaparece repentinamente en el registro epigráfico en una lista de inventario del  Asclepeion del 273/2 a. C. (IG II2 674), y propone que la estructura fue construida alrededor del año de esta reaparición.
G. Roger Edwards sugiere que el arsenal también se utilizaba para almacenar aceite de oliva para los vencedores en los juegos atléticos, porque en la zona se han encontrado muchos fragmentos de ánforas panatenaicas, que se entregaba a los vencedores en los Juegos Panatenaicos. Esto encaja con la teoría de Pounder, ya que el tesorero del fondo militar era el encargado de distribuir el aceite a los organizadores de los Juegos Panatenaicos en época helenística.

### Destrucción
La fecha en que el arsenal dejó de utilizarse viene indicada por los depósitos de las dos cisternas vinculadas a la estructura. La cisterna del grupo C dejó de utilizarse después del año 200 a. C., probablemente entre el 175 y el 150 a. C., mientras que la cisterna egipcia contiene un depósito principal datado entre el 150 y el 110 a. C. y un depósito suplementario de principios del siglo I a. C., que incluye fragmentos escultóricos desprendidos del Hefestión. El depósito principal parece indicar que la cisterna había dejado de utilizarse; no está claro por qué. Lo más probable es que el depósito final signifique que el edificio fue destruido durante el Sitio de Atenas en el 86 a. C. El relleno de destrucción sobre los cimientos meridionales consiste en mortero de los muros, tejas del tejado y cerámica helenística tardía. Pounder sugiere que el edificio fue desmontado para poder utilizar las vigas del tejado como equipo de asedio cuando Sila atacó a los defensores atenienses que seguían atrincherados en la Acrópolis.
La zona fue muy ocupada tras la destrucción del arsenal. Durante los siglos siguientes, la estructura fue lentamente expoliada por otros edificios, como el Templo de Ares en el Ágora. Restos de casas, pozos y cisternas posteriores de las épocas romana, bizantina y otomana recubren los restos del arsenal.

## Excavación
El arsenal helenístico fue excavado por la Escuela Americana de Estudios Clásicos de Atenas, como parte de sus excavaciones del Ágora en 1936 y 1937. El trabajo fue supervisado por Dorothy Burr Thompson en el primer año y Homer A. Thompson en el segundo.